# Валкијампо (Виченца)
Валкијампо је насеље у Италији у округу Виченца, региону Венето.
Према процени из 2011. у насељу је живело 5 становника. Насеље се налази на надморској висини од 72 м.